# Свети Ђурађ (Вировитица)
Свети Ђурађ је насељено место у саставу града Вировитице у Вировитичко-подравској жупанији, Република Хрватска.

## Историја
До територијалне реорганизације у Хрватској налазио се у саставу старе општине Вировитица.

## Становништво
На попису становништва 2011. године, Свети Ђурађ је имао 564 становника.

## Попис1991.
На попису становништва 1991. године, насељено место Свети Ђурађ је имало 638 становника, следећег националног састава:
| Попис 1991.‍  | Попис 1991.‍  | Попис 1991.‍ | Попис 1991.‍ | Попис 1991.‍ |
| ------------ | ------------ | ----------- | ----------- | ----------- |
|              |              |             |             |             |
| Хрвати       | Хрвати       |             | 589         | 92,31%      |
| Југословени  | Југословени  |             | 13          | 2,03%       |
| Срби         | Срби         |             | 10          | 1,56%       |
| Мађари       | Мађари       |             | 2           | 0,31%       |
| Албанци      | Албанци      |             | 1           | 0,15%       |
| неопредељени | неопредељени |             | 10          | 1,56%       |
| непознато    | непознато    |             | 13          | 2,03%       |
| укупно: 638  |              |             |             |             |